# Liste des abbés de Villemagne
La liste des abbés de Villemagne, appelée au VIIe siècle abbaye de Cogne (Cognense monasterium) et dédiée à saint Majan avec d'ajouter la dédicace à saint Majan à la fin du IXe siècle, est tirée du livre de Claude Devic et Joseph Vaissète, Histoire générale de Languedoc tome 4 de l'édition de 1872 par la Librairie Privat de Toulouse.

## Liste des abbés
- Vénérand, premier abbé connu. Il vivait au moment de la translation des reliques de saint Majan, en 892.
- Guigard, connu comme les trois suivants par le rouleau mortuaire du comte de Cerdagne Guifred II de Cerdagne, moine de l'abbaye Saint-Martin du Canigou, écrit vers 1050.
- Richer, avant 1050.
- Pons, avant 1050.
- Gairaud, avant 1050, car dans le rouleau, les moines demandent des prières pour lui.
- Arman, abbé en novembre 1087 quand il reçut d'un certain Ermangaud le village de Bajelle.
- Aubert ou Arbert, cité dans la charte de Béziers de 1092.
- Hugues Ier, avant 1142, cité avant Béranger Ier dans le rouleau mortuaire de Saint-Aubin.
- Béranger Ier, cité le 30 mars 1143 quand Hugues, évêque d'Albi, lui confirme la donation de l'église Saint-Gervais et ses dépendances.
- Hugues II, abbé élu présent en 1156 à un jugement rendu par Estève de Servian. En 1159, avec l'accord de son chapitre, il permet à Ermengaud, abbé de Valmagne, de ne payer ni leude, ni péage sur les terres de son monastère. Il est encore cité en 1162.
Les auteurs de Gallia christianacitent un certain Raimond qui aurait prêté serment de fidélité au roi en 1169, ce qui est impossible pour les auteurs de l’Histoire générale de Languedoc.
- Bérenger II a restauré l'abbaye et réglé l'administration de ses biens. Le roi de France, Louis VII le Jeune lui a confirmé tous les droits et immunités accordés précédemment au monastère. En 1173, il obtient de Guillaume, évêque d'Albi, la confirmation de la possession de l'église Saint-Gervais et de ses biens. En 1182, il a une querelle avec l'évêque de Béziers au sujet de la possession de l'église Saint-Pierre de Razès. En 1189 il acquiert le lieu de Marnagues. Il est encore cité en 1192 au sujet d'une quererelle qu'il a avec l'évêque d'Albi. En 1195, il achète une partie des forêts de Soumartre. Sa dernière mention date de 1208.
- Raimond Ier paraît en 1209. En mars 1212 il participe au concile de Narbonne. Il est témoin d'une charte de Simon de Montfort en 1213. Il est mort un 16 juin d'après le nécrologe de Saint-Pons.
- Arnaud Ier ou Artaud a eu une longue contestation avec Guillaume, évêque d'Albi, concernant la possession du prieuré de Saint-Gervais. L'évêque s'était emparé par la force du prieuré. Il a écrit au pape en 1224 à ce sujet. Il assiste au concile de Béziers en 1225. En février 1238, il approuve le partage fait par Estève de Pézenas de ses fiefs de Bédarieux et de Luzan. Le nécrologe de Cassan indique qu'il est mort un 26 février.
- Pierre Ier transige le 23 mai 1241 avec Bernard, évêque de Béziers. Il apparaît encore 1246.
- Raimond II assiste le 8 avril 1247 à la cession par le dernier des Trencavel de ses biens au roi de France.
- Pierre II du Breuil